# Andorra Telecom
Andorra Telecom est la société de télécommunications nationale de la Principauté d'Andorre.
Andorra Telecom est responsable de la diffusion de la télévision numérique terrestre et de la diffusion des canaux de télécommunications. Elle fournit également des lignes IPTV, Internet haut débit et de téléphonie mobile aux clients particuliers et aux entreprises.
La société a un conseil d'administration dépendant du gouvernement d'Andorre.
En 2016, l'Andorre est devenu l'un des premiers pays à abandonner la technologie du cuivre et à transférer toute la téléphonie fixe en fibre optique. Cela a été fait le 30 juin pour les paroisses centrales et les plus peuplées puis a été étendue au reste du territoire le 31 décembre.
Andorra Telecom propose un bouquet de télévision, SomTV, composé de chaînes gratuites et du bouquet Movistar Plus+ en option.